# Illa Vansittart
L'illa Vansittart (en anglès: Vansittart Island) és una de les illes que formen part de l'Arxipèlag Àrtic Canadenc, a la regió de Kivalliq, del territori de Nunavut, al nord del Canadà. Es troba a la conca de Foxe, davant de la costa est de la península de Melville i al nord de l'illa Southampton. Està deshabitada. Té una superfície de 997 km², un perímetre de 344 quilòmetres i una alçada màxima de 255 metres.